# Monastère mékhitariste de Vienne
Le monastère mékhitariste de Vienne (en arménien Վիեննայի Մխիթարեան վանք) est un monastère arménien relevant de la congrégation des pères mékhitaristes. Il est situé à Vienne, la capitale de l'Autriche.

## Histoire
Le monastère est fondé en 1810 et s'installe dans les anciens bâtiments d'un établissement capucin ; le monastère est cependant reconstruit en 1837 et son église date de 1874. Depuis sa création, le monastère commercialise une liqueur d'herbes aromatiques : la Mechitharine.
Longtemps dissident de la maison mère de San Lazzaro degli Armeni, ce centre d'études arméniennes est rentré dans son giron en 2000.

## Collections
Le monastère compte entre autres 2 800 manuscrits et fragments de manuscrits arméniens, 170 000 volumes, ainsi qu'une collection numismatique rassemblant 30 000 pièces, dont 10 000 arméniennes.